# رئیس خودتی
«رئیس خودتی» تک‌آهنگی از هنرمند اهل ایالات متحده آمریکا ریک راس، نیکی میناژ است که در سال ۲۰۱۱ میلادی منتشر شد.